# Achaearanea analista
Achaearanea analista är en spindelart som beskrevs av Claude Lévi 1963. Achaearanea analista ingår i släktet Achaearanea och familjen klotspindlar. Inga underarter finns listade i Catalogue of Life.